# Kogel-mogel (film)
Kogel-mogel – polski film komediowy z 1988 roku w reżyserii Romana Załuskiego. Scenariusz napisał Załuski wraz ze scenarzystką Iloną Łepkowską.
W 1989 roku powstała kontynuacja filmu pt. Galimatias, czyli kogel-mogel II, 30 lat później, w 2019 roku – trzecia część pt. Miszmasz, czyli kogel-mogel 3, w 2022 roku premierę miała czwarta część, zatytułowana Koniec świata, czyli kogel-mogel 4, zaś w 2024 roku premierę miała już piąta część pt. Baby boom, czyli kogel-mogel 5.
Plenery: Warszawa (Stare Miasto, Trasa Łazienkowska, Dworzec Warszawa Centralna, Uniwersytet Warszawski, ul. Krakowskie Przedmieście, Ogród Saski, ul. Marszałkowska), Roszczep w powiecie wołomińskim – filmowe Grabowo.

## Opis fabuły

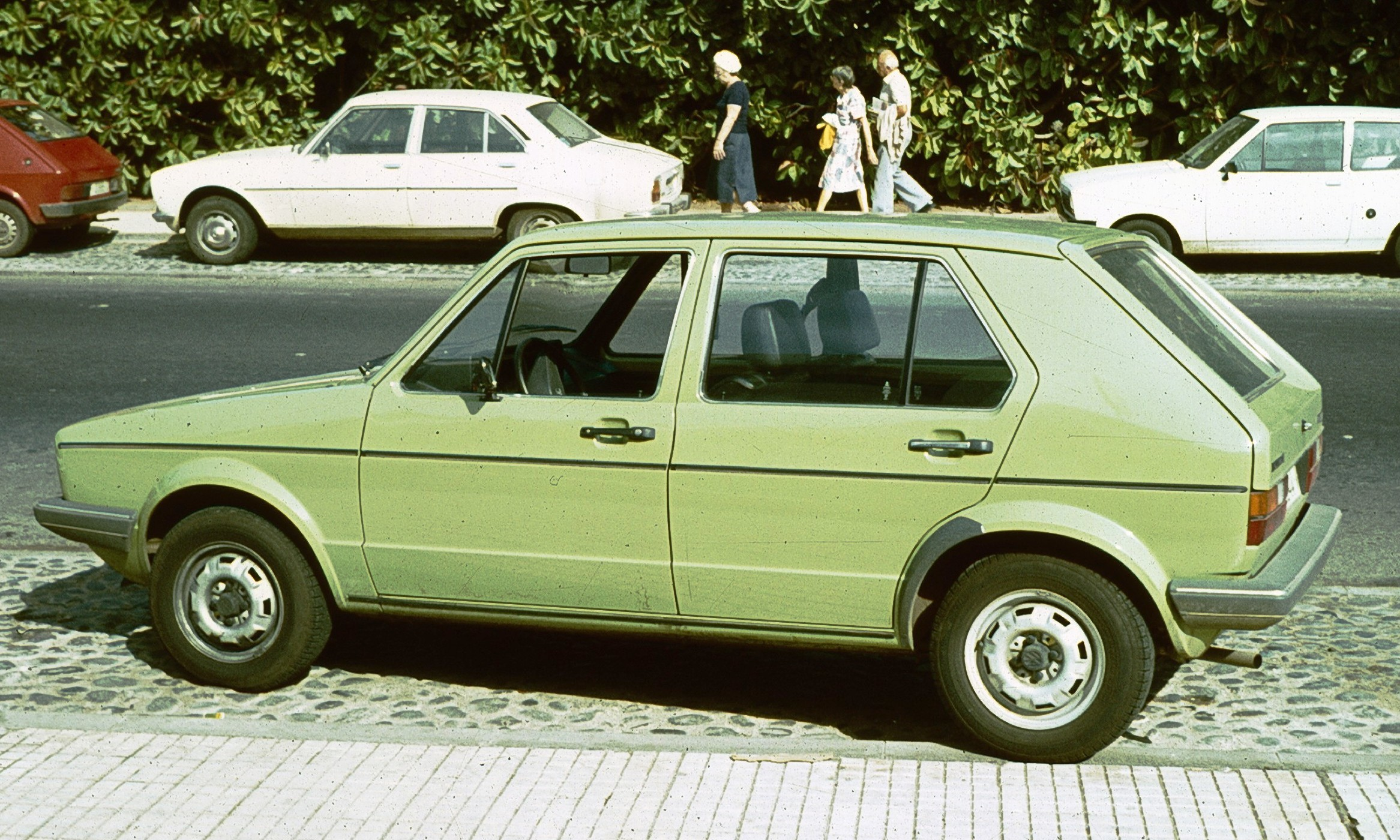
Zielony Volkswagen Golf I, takim samochodem poruszają się w filmie Kasia i Paweł

Akcja filmu rozpoczyna się latem 1987 roku, kiedy Katarzyna Solska (Grażyna Błęcka-Kolska) po egzaminach wstępnych na Wydział Pedagogiki Uniwersytetu Warszawskiego wraca do rodzinnej wsi Grabowo. Na miejscu dowiaduje się, że rodzice (Katarzyna Łaniewska i Jerzy Turek) bez jej wiedzy rozpoczęli przygotowania do zaręczyn dziewczyny z bogatym, ale mało urodziwym Staśkiem Kolasą (Jerzy Rogalski). Początkowo Kasia nie godzi się na ślub, ale po otrzymaniu mylnej informacji o tym, że nie dostała się na studia, przyjmuje zaręczyny.
W przeddzień ślubu Kasia dostaje oficjalnie zawiadomienie o przyjęciu na studia pedagogiczne, przez co postanawia uciec z domu. Przyjeżdża do Warszawy, gdzie otrzymuje pracę jako opiekunka nieznośnego ośmiolatka Piotrusia Wolańskiego (Maciej Koterski), z którym od razu łapie dobry kontakt. Zamieszkuje w mieszkaniu państwa Wolańskich w wieżowcu mieszczącym się przy ul. Stawki. Tymczasem Barbara Wolańska (Ewa Kasprzyk) podejrzewa Kasię o romans ze swoim mężem Marianem (Zdzisław Wardejn), docentem i wykładowcą na Wydziale Pedagogiki Uniwersytetu Warszawskiego. Po namowach babci Wolańskiej (Małgorzata Lorentowicz) Kasia wraca do pracy jako opiekunka 8-letniego Piotrusia.
W jednej z restauracji Kasia zostawia torebkę, czego świadkiem był przystojny, 28-letni Paweł Zawada (Dariusz Siatkowski), absolwent Szkoły Głównej Gospodarstwa Wiejskiego. Po oddaniu zguby podrywa dziewczynę, ostatecznie para zakochuje się w sobie i wyjeżdżają do wsi Brzózki, rodzinnej wsi Pawła. Tam, w obecności rodziców Paweł namawia Kasię na ślub.

## Obsada
| Aktor                  | Rola                                                    |
| ---------------------- | ------------------------------------------------------- |
| Grażyna Błęcka-Kolska  | Katarzyna Solska                                        |
| Ewa Kasprzyk           | Barbara Wolańska                                        |
| Zdzisław Wardejn       | docent Marian Wolański                                  |
| Katarzyna Łaniewska    | Maria Solska, matka Kasi                                |
| Jerzy Turek            | Zenon Solski, ojciec Kasi                               |
| Małgorzata Lorentowicz | pani Wolańska, babcia Piotrusia                         |
| Maciej Koterski        | Piotruś Wolański, syn Barbary i Mariana Wolańskich      |
| Dariusz Siatkowski     | Paweł Zawada                                            |
| Ferdynand Matysik      | Jan Zawada, ojciec Pawła                                |
| Anna Milewska          | pani Zawadowa, matka Pawła                              |
| Jerzy Rogalski         | Stasiek Kolasa                                          |
| Krystyna Kołodziejczyk | Danusia, koleżanka Barbary Wolańskiej                   |
| Halina Bednarz         | koleżanka Barbary Wolańskiej                            |
| Ewa Kania              | koleżanka Barbary Wolańskiej                            |
| Barbara Winiarska      | wynajęta opiekunka do dziecka z wózkiem w Parku Saskim  |
| Elżbieta Panas         | Wanda, przyjaciółka Kasi                                |
| Jerzy Dominik          | Holender van Dorn                                       |
| Joanna Kreft-Baka      | koleżanka Katarzyny Solskiej ze studiów                 |
| Alicja Migulanka       | pani Walczakowa, portierka w Domu Studenckim            |
| Ryszard Kotys          | listonosz                                               |
| Wiktor Zborowski       | naczelnik gminy Zygmunt Maciejak                        |
| Agata Rzeszewska       | pani Krysia, sekretarka w dziekanacie                   |
| Leonard Andrzejewski   | chłop                                                   |
| Józef Kalita           | mężczyzna na postoju taksówek przy Placu Zamkowym       |
| Piotr Kurowski         | gość na weselu u Solskich                               |
| Irena Malarczyk        | sąsiadka Solskich                                       |
| Włodzimierz Musiał     | gość na weselu u Solskich                               |
| Maciej Szary           | członek komisji egzaminacyjnej                          |
| Irena Szymkiewicz      | pani Helena                                             |
| Wojciech Zagórski      | gość na weselu u Solskich                               |
| Grzegorz Gadziomski    | kolega Katarzyny Solskiej ze studiów                    |
| Wojciech Kościelniak   | kolega Katarzyny Solskiej ze studiów                    |
| Tadeusz Szymków        | student w zatłoczonym pokoju w akademiku                |
| Tomasz Hudziec         | student na którego upadła Katarzyna Solska po egzaminie |